# Währungsraum
Als Währungsraum (oder Währungsgebiet; englisch currency area) wird das geografische Hoheitsgebiet einer Währung bezeichnet, in welchem diese Währung als gesetzliches Zahlungsmittel anerkannt ist.

## Allgemeines
Der Währungsraum kann ein Nationalstaat bei rein nationalen Währungen (beispielsweise der Baht in Thailand) oder ein Staatenverbund bei Währungsunionen (wie der Euro oder der CFA-Franc BCEAO) sein. Regionen bei Regiogeld oder der Geltungsbereich eines Münzvereins (beispielsweise des Rheinischen Münzvereins) sind kein gesetzlich anerkannter Währungsraum. Der Geltungsbereich einer Währung ist gesetzlich im Rahmen der Währungshoheit genau festgelegt und befindet sich stets innerhalb der Staatsgrenzen. 
Außerhalb des Geltungsbereichs kann jedoch tatsächlich eine Fremdwährung als Zahlungsmittel anerkannt sein (Ankerwährung), obwohl eine eigene Währung existiert. Der US-Dollar wird beispielsweise außerhalb der USA in vielen Entwicklungsländern als Zahlungsmittel angenommen. Es gibt auch Fälle, wo eine Ankerwährung eine fehlende eigene Staatswährung ersetzt: Seitdem Kosovo und Montenegro den Euro im Januar 2002 einseitig eingeführt haben, ist er dort de facto Landeswährung, obwohl beide Staaten nicht zur EU gehören. Das bedeutet, dass der Euro dort zwar kein gesetzliches Zahlungsmittel ist, die Bevölkerung ihn aber so behandelt.

## Volkswirtschaftslehre
Die genaue geografische Festlegung des Geltungsbereichs führt insbesondere dazu, dass feststeht, ob mit der offiziellen Inlandswährung bezahlt wird oder mit Devisen, für die regelmäßig keinerlei Annahmezwang besteht. Zahlt jemand in Thailand mit US-Dollar, so muss der Gläubiger diese Fremdwährung nicht annehmen; tut er es dennoch, liegt eine Zahlung mit Devisen vor. Ein Währungsraum zeichnet sich deshalb auch dadurch aus, dass es keine Wechselkurse und keine Kursrisiken bei der Verwendung der offiziellen Währung gibt, denn es gilt der Nominalwert.
Der Währungsraum ist Erkenntnisobjekt der Theorie optimaler Währungsräume, die die Frage der optimalen Größe eines Währungsraumes behandelt. Wissenschaftliche Vorschläge reichen dabei von mehreren Währungen innerhalb eines Nationalstaates bis hin zu einer Weltwährung (wie z. B. der Terra). In der Fachliteratur besteht weitgehend Einigkeit darüber, dass die Europäische Währungsunion kein optimaler Währungsraum im Sinne der Theorie der optimalen Währungsräume ist.

## Optimaler Währungsraum
Die Theorie optimaler Währungsräume befasst sich mit der Analyse einer Währungsunion und der ökonomisch sinnvollen Größe von Währungsräumen.
Für den Fall mikroökonomischer Störungen bilden Staaten (oder Regionen) einen optimalen Währungsraum, wenn sie entweder eine hohe Faktormobilität, einen hohen Offenheitsgrad oder ein hohes Maß der Produktdiversifikation aufweisen. Bei makroökonomischen Störungen gelten eine vergleichbare nationale Inflationsneigung und der Grad der Harmonisierung der Geld- und Finanzpolitik als Kriterien für einen optimalen Währungsraum. 

## Entwicklung
In den letzten Jahrzehnten waren zwei gegenläufige Tendenzen bei der Entwicklung der Anzahl von Währungsräumen erkennbar: 
- In mehreren Regionen der Welt kam es zu Währungsunionen (neben Euro und CFA z. B. die Ostkaribische Währungsunion) oder derartige Bestrebungen wurden zumindest verfolgt (wie z. B. bei der Asiatischen Währungseinheit (ACU)).
- Eine Reihe gemeinsamer Währungsräume brach auseinander, weil sich ein Staat in mehrere Staaten zergliederte (z. B. der sowjetische Rubel oder die Tschechoslowakische Krone).

Allgemein ist jedoch eine Tendenz hin zu größeren Währungsräumen erkennbar. In diesen besteht keine Wechselkursunsicherheit; dadurch entfallen diejenigen Transaktionskosten, die durch unterschiedliche Währungen hervorgerufen werden.